# Raymond (série télévisée d'animation)
Pour les articles homonymes, voir Raymond.
Raymond est une série télévisée d'animation française en 78 épisodes de 6 minutes créée par Romain Gadiou, produite par Bernard Rapp pour la société Everybody on Deck et diffusée à partir du 9 septembre 2007 sur Canal+, Gulli et Télétoon+.

## Synopsis
Les aventures d'un petit bonhomme tout roux, un peu engourdi mais jamais à court d'idées pour rendre la vie plus facile et plus belle.

## Équipe technique
- Créé par : Romain Gadiou
- Réalisation : Stéphane Lezoray et Romain Gadiou
- Scénarios : Romain Gadiou, Mélanie Duval, Joris Morio, Sophie Lodwitz, Marie Amachoukeli, Louis-Paul Desanges, Julien Sibre, Pauline Pinson, Loïc Barrère, Céline Delhaye
- Directeur d'écriture : Romain Gadiou
- Producteurs : Didier Creste, Bernard Rapp
- Chargé de Production : Nicolas Le Nevé
- Assistants de Production : Sophie Lodwitz, Sylvain Rapaud
- Une coproduction : Everybody on Deck, 2 Minutes, Gulli, TVloonland (Saison 1), Gizmo Deluxe (Saison 2), avec la participation de Canal+
- Avec le soutien du: Centre national du cinéma et de l'image animée, Région Île-de-France (saison 1), PROCIREP - Société des Producteurs, ANGOA, Région Nouvelle-Aquitaine (saison 2), Département de la Charente (saison 2), Pôle Image Magelis (saison 2)
- Direction technique : Jérome Fromeaux
- Chefs animation : Pierre Bordas, Josselin Ronse
- Chef décoratrice : Gaëlle Tremolière
- Décors : Joyce Colson, Jonathan Buisson, Sebastien Mesnard, Sébastien Tiquet
- Story boards : Mélanie Duval, Fabien Brandily, Fred Boisseau, Yves Corriger
- Musique : Jean-Philippe Goude
- Directrice de casting : Agathe Hassenforder
- Directrice de plateau : Isabelle Brannens, Anneliese Fromont

## Voix françaises
- Romain Gadiou : Raymond, le photographe de classe, Lars Von Murtz
- Thomas Sagols : Marcello, Médéric, Peter, Flavien (2e Voix)
- Julien Sibre : Yvon, Flavien (1er Voix)
- Pierre Boulanger : Valérian, Jim Travolthon
- Maud Forget : Louise
- Anaïs Demoustier : Bertille, Lucille, Eddy, Daphné
- Colette Venhard : Jeannine
- Stéphanie Hédin : Jeanne, Gwendoline
- Sébastien Le Nevé : Victor, M. Lamotte

## Personnages
- Raymond : Inquiet de nature, il possède un esprit vif et tortueux qui lui fait poser mille questions sur lui, le monde qui l'entoure, l'amour, la vie, sa place dans l'univers. Toujours gentil, souvent timide, volontiers râleur, son hyper sensibilité face aux injustices cache un grand cœur et un immense besoin d'être aimé.
- Yvon : Meilleur ami de Raymond. Il est trouillard et allergique à presque tout, ce qui l'empêche de suivre Raymond et Marcello dans certaines de leurs aventures. A fait du sport une fois dans sa vie, et n'a pas aimé ça.
- Marcello : Meilleur ami de Raymond. Instinctif, optimiste et débrouillard, c'est souvent lui qui trouve les solutions aux problèmes posés par Raymond. Il est plus rare que quoi que ce soit vienne entamer sa joie de vivre.
- Louise : Drôle, pleine de vie, meilleure élève de la classe, cette jolie brune de 8 ans joue un rôle tout particulier dans la vie de Raymond. Elle est douce mais ne manque pas de caractère, surtout quand il s'agit de se faire entendre. Raymond est loin d'être insensible à son charme. Et qui sait, partagerait-elle ses sentiments ?
- Valérian : L'ennemi intime de Raymond. Hypocrite, menteur, beau, blond, sportif. Il a tout pour réussir et ne se prive pas de le faire savoir. Pour lui, Raymond n'est qu'un avorton binoclard. Il est en général suivi de sa cour, composée de Flavien, Bertille et Médéric.
- M. Lamotte : Instituteur de la classe. Pas franchement méchant mais un peu bourru et pas véritablement à l'écoute des enfants. Très intéressé par la nature et tout ce qui touche à l'écologie. Il a écrit une thèse sur les huîtres et collectionne les bulots.
- Victor - le papa : Très occupé par son travail, il reste néanmoins un père attentif quoique terriblement maladroit et gaffeur. Il aime partager des moments solennels « entre père et fils » avec Raymond.
- Jeanne - la maman : A tendance à trouver tout formidable. Toujours à l'écoute des questionnements de Raymond, elle ne semble pourtant jamais trouver les mots qui apaisent les doutes de son enfant. Elle est même souvent à côté de la plaque.
- Jeannine - la mamie : Énergique et rieuse. Elle passe le plus clair de son temps devant la télévision. Très fort caractère : elle n'est pas sourde, elle n'entend que ce qu'elle veut. Elle a tendance à traiter Raymond comme s'il avait 3 ans.
- Bertille : camarade et ennemie de Raymond, fille blonde et vaniteuse traîne souvent avec Valérian.
- Daphné : amie de Bertille, timide, elle est secrètement amoureuse de Raymond (on le découvre dans l'épisode La Déclaration)
- Gontrand : chat de Raymond, il « disparaît » (selon Raymond) dans l'épisode Catnapping.
- Lucille : voisine de Raymond, cynique et parfois agressive.
- Eddy : chef des élèves de grande section de maternelle, qui vient souvent embêter Raymond et ses amis..
- Gwendoline Favrieux : directrice de l'école Robineau, où étudie Raymond.
- Bruce : oncle de Raymond (le frère de son père), il est magicien (apparition : Le Grand Mordicus).
- Mr. Jonas : scientifique fou qui fait un peu peur aux élèves (apparition : Le Test).
- Jim Travolthon : idole de Raymond et de ses camarades.

## Épisodes

### Première saison (2007-2008)
1. On n'est plus des bébés
2. La Photo de classe
3. La Profondeur des océans
4. La nuit de la gerbille
5. L'important c'est de participer
6. La Chasse au trésor
7. HG est un gros mou
8. Gaufres, Mensonges et Vidéos
9. Mes chers compatriotes
10. Le Blues de Louise
11. Une soirée avec les grands
12. Mon père ce zéro
13. Le Pic de la grande trouille
14. Le Point faible
15. Gentil
16. Le Nitro-turboust
17. Opération pudding
18. Noir c'est noir
19. Gare à toi méchant dragon !
20. Le Bras cassé
21. La Sécurité avant tout
22. D'où viens-tu Raymond ?
23. Un maillot de compet !
24. La Déclaration
25. Dent pour dent
26. Ce que veulent les mères

### Deuxième saison (2010-2011)
1. SOS Lamotte en détresse
2. Le Test
3. Nuits de folie
4. Tout est écrit
5. Victimes de la mode
6. Des trucs de filles
7. Le Talent caché
8. Jardin secret
9. Le Cercle des menteurs
10. La Semaine du sourire
11. La Rébellion des faire-valoirs
12. Le Côté obscur de Raymond
13. Vers de nouveaux horizons
14. Maikeul
15. Pour la peau d'un clown
16. Le Combat du siècle
17. Une copine pour de faux
18. Catnapping
19. Le Casting
20. Le Blog du révélator
21. La Classe verte
22. Toi, ma route
23. Le Grand Mordicus
24. Carte attaque !
25. Cobaye d'un jour
26. Body Jean-Claude
27. Sweet maggie
28. Le concours de petits fils
29. Le Cimetière indien du bac à sable
30. La Grippe des zombies
31. Rien ne va plus
32. Pomme d'amour
33. Sage comme une image
34. No Futur
35. Le Vide grenier
36. L'œil du pirate
37. La Secousse du canard
38. Adieu idole de ma jeunesse
39. L'Éclipse des héros
40. Petit papa Noël
41. Zen
42. La Chorale de l'enfer
43. La bonne éducation
44. L'Esprit frappé
45. Maudit cadeau
46. Haute tension
47. Une bande de gros nuls
48. Cœurs de lecteurs
49. La Vie sans moi
50. Un nouveau départ
51. À ma place
52. L'Appel des étoiles

## Raymond édité en livre chez NATHAN
Le tome 1 des Aventures de Raymond Trop la honte est édité chez Nathan et sorti en juin 2012.
- Résumé : Populaire, premier de la classe, beau gosse, sportif : cette description est tout le contraire de Raymond ! Ce petit roux à lunettes se tape la honte régulièrement mais grâce à son sens de l’humour, son intelligence et ses copains, il parvient toujours à s’en tirer !

Le tome 2 intitulé Vive les potes ! est sorti en librairie le 16 mai 2013.
- Résumé : Quand on est le rouquin à lunettes, tout n’est pas toujours rose. Heureusement, Raymond a ses copains : ensemble, ils essaient de comprendre les mystères de la vie (comme les filles ou encore les filles), et parviennent toujours à rire des situations les plus improbables…

Le tome 3 s'intitule Ah, les parents !
- Résumé : Ses parents ? Raymond, les trouve souvent gentils, parfois pénibles, de temps en temps plutôt ridicules, voir carrément zinzins... Mais heureusement qu'ils sont là, car grâce à eux, il s'amuse beaucoup !